# Rudki-Huby
Rudki-Huby – wieś w Polsce położona w województwie wielkopolskim, w powiecie szamotulskim, w gminie Ostroróg.

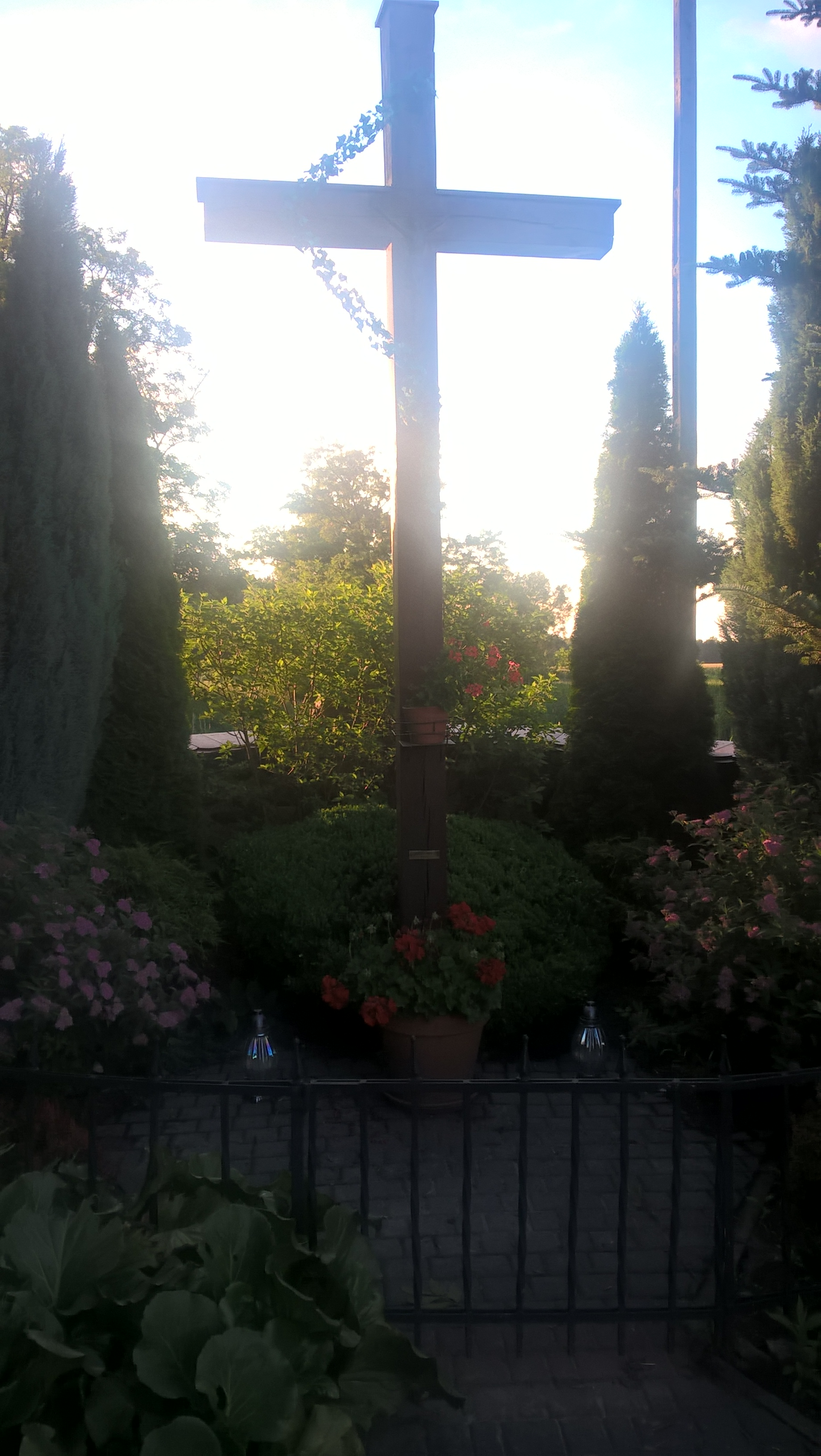
Rudki-Huby – krzyż przydrożny (czerwiec 2016)

W latach 1975–1998 miejscowość należała administracyjnie do województwa poznańskiego.